# 寶雲經
《寶雲經》（梵語：रत्नमेघसूत्र，Ratnameghasūtra），收錄於大正藏經集部的大乘經，其中關於禪定、空觀以及心性的內容，廣泛徵引於印度、西藏的大乘論著，如清辨、月稱、蓮花戒、宗喀巴、達波札西南嘉、第一世蔣貢康楚等。本經梵本不存，然梵本《大乘集菩薩學論》中，有引用本經之部分，有藏譯本。

## 題名
寶雲（梵語：रत्नमेघ，Ratnamegha；藏語：དཀོན་མཆོག་སྤྲིན，dkon mchog sprin），megha是雲或雨的意思。根據經文：「一切諸佛，興大密雲普注法雨，如其所說悉能受持，是名菩薩如地，普能容受大法雲雨」，雲、雨是諸佛所說佛法的譬喻，珍貴如珠寶，故稱寶雲，菩薩則如大地能受持諸佛佛法。
根據流通分，本經的經名為「除蓋障菩薩所問」（或譯除蓋障菩薩之所受持、止一切蓋菩薩所問法門），亦名「寶雲」（或譯寶雨法門），亦名「寶積功德」（或譯寶藏），亦名「智燈」。

## 譯本
- 《寶雲經》七卷，歷代三寶紀和彥琮錄載為扶南沙門曼陀羅仙（梁言弱聲）於南梁時譯（據三寶紀，曼陀羅不善梁言，是和僧伽婆羅共譯），法經錄載為失譯。
- 《大乘寶雲經》八卷，開元釋教錄和歷代三寶紀載為扶南沙門須菩提（陳言善吉）於南陳時譯。
- 《寶雨經》十卷，據開元釋教錄，是菩提流志（本名達磨流支）於唐武后長壽二年（693）譯。
- 《除蓋障菩薩所問經》二十卷，據景祐新修法寶錄，是法護、惟淨於北宋天禧三年（1019）年譯，澄珠、文一筆受，簡長、行肈綴文。

## 內容
來自他方世界的諸菩薩眾於伽耶山（Gayāśīrṣa）上拜見釋迦牟尼。佛陀應除蓋障菩薩所問，為眾人開示菩薩道之次第，並解說菩薩的修持、功德、本質、證量與事業。此經對除蓋障菩薩所問，都以「十法」來解答，並用許多譬喻來解釋甚深教義，最後，諸天讚歎供養，敘述伽耶山神長壽天女事，勸囑受持。
四本漢譯本中，《大乘寶雲經》末，缺少了長壽天女一段，反多了〈寶積品〉。〈寶積品〉的內容，與《古寶積經》（《大寶積經》的〈普明菩薩會〉）相同。《寶雨經》則在佛從頂上放光後，插入月光童子（Candraprabha Kumāra）授記事。

## 地位
西藏佛教解釋止觀，如宗喀巴的《菩提道次第廣論》，所引用的論典是《現觀莊嚴論》、《菩薩地》、寶作寂的《般若波羅蜜多教授論》（Prajñāpāramitopadeśa）以及蓮花戒的《修習次第》；引用的佛經有兩部，一是《解深密經》，另外一部就是《寶雲經》。

## 外部連結
- The Jewel Cloud （页面存档备份，存于）（藏譯本的英譯）